# Discografia di Gianna Nannini
La discografia di Gianna Nannini è formata da 23 album registrati in studio, 6 raccolte, pubblicate a cadenza quasi decennale l'una dall'altra, e 3 album incisi dal vivo; la discografia include anche i singoli e i videoclip musicali.

Gianna Nannini nel 1975

## Album
| 1976 | Gianna Nannini                       |                             |                   |                    |
| 1977 | Una radura...                        |                             |                   |                    |
| 1979 | California                           |                             |                   |                    |
| 1981 | G.N.                                 | 24                          |                   |                    |
| 1982 | Latin Lover                          | 24                          |                   |                    |
| 1984 | Puzzle                               | 2                           |                   |                    |
| 1986 | Profumo                              | 3                           | 14                | 2                  |
| 1988 | Malafemmina                          | 2                           |                   |                    |
| 1990 | Scandalo                             | 8                           |                   |                    |
| 1993 | X forza e X amore                    | 7                           |                   |                    |
| 1995 | Dispetto                             | 5                           |                   |                    |
| 1998 | Cuore                                | 9                           | 1                 |                    |
| 2002 | Aria                                 | 4                           |                   |                    |
| 2006 | Grazie                               | 1                           | 7                 | 1                  |
| 2007 | Pia come la canto io                 | 4                           |                   |                    |
| 2009 | Giannadream - Solo i sogni sono veri | 2                           | 4                 |                    |
| 2011 | Io e te                              | 1                           | 4                 |                    |
| 2013 | Inno                                 | 1                           | 1                 |                    |
| 2014 | Hitalia                              | 1                           | 3                 |                    |
| 2017 | Amore gigante                        | 2                           |                   |                    |
| 2019 | La differenza                        | 4                           |                   |                    |
| 2024 | Sei nel l'anima                      | 6                           |                   |                    |
| Anno | Greatest Hits / Raccolte             | Classifica Ufficiale Album* |                   |                    |
| Anno | Greatest Hits / Raccolte             | Classifica Ufficiale Album* | Dischi di Platino | Dischi di Diamante |
| 1987 | Maschi e altri                       | 5                           | 21                | 4                  |
| 1996 | Bomboloni                            | 10                          | 4                 |                    |
| 2004 | Perle                                | 4                           | 1                 |                    |
| 2007 | GiannaBest                           | 1                           | 6                 | 1                  |
| 2015 | Hitstory                             | 5                           |                   |                    |
| Anno | Album dal vivo                       | Classifica Ufficiale Album* |                   |                    |
| Anno | Album dal vivo                       | Classifica Ufficiale Album* | Dischi di Platino | Dischi di Diamante |
| 1985 | Tutto live                           | 34                          |                   |                    |
| 1991 | Giannissima                          | 8                           |                   |                    |
| 2011 | Io e te Live                         | 18                          |                   |                    |

- Fino all'anno 1998 si fa riferimento alla classifica Hit Parade Italia, la sola specializzata dell'epoca; dal 2002 alla classifica pubblicata dalla FIMI, la federazione nata nel 1995 che dal 2002 stila quella che è riconosciuta come la classifica ufficiale italiana.

## Singoli
| Anno | Titolo                                                                                   | Album                                                     |                               |
| Anno | Titolo                                                                                   | Album                                                     | Classifica Ufficiale Singoli* |
| ---- | ---------------------------------------------------------------------------------------- | --------------------------------------------------------- | ----------------------------- |
| 1976 | Ti avevo chiesto solo di toccarmi/Fantasia                                               | Gianna Nannini                                            |                               |
| 1977 | Dialogo/Siamo vivi                                                                       | Una radura...                                             |                               |
| 1979 | America                                                                                  | California                                                | 27                            |
| 1983 | Primadonna/Ragazzo dell'Europa                                                           | Latin Lover                                               |                               |
| 1984 | Fotoromanza                                                                              | Puzzle                                                    | 1                             |
| 1984 | Bla Bla/Fiesta                                                                           | Puzzle                                                    |                               |
| 1986 | Bello e impossibile                                                                      | Profumo                                                   | 2                             |
| 1987 | Profumo                                                                                  | Profumo                                                   | -                             |
| 1987 | I maschi                                                                                 | Maschi e altri                                            | 3                             |
| 1988 | Hey bionda                                                                               | Malafemmina                                               | 2                             |
| 1988 | Un ragazzo come te/Revolution                                                            | Malafemmina                                               |                               |
| 1989 | Voglio fare l'amore                                                                      | Malafemmina                                               | 19                            |
| 1990 | Scandalo/Fiori del veleno                                                                | Scandalo                                                  | 1                             |
| 1990 | Due ragazze in me/Un desiderio                                                           | Scandalo                                                  |                               |
| 1991 | Sorridi/Avventuriera/Bim Bum Bam                                                         | Scandalo                                                  |                               |
| 1993 | Radio Baccano (Duetto con Jovanotti)                                                     | X forza e X amore                                         | 2                             |
| 1993 | Tira tira                                                                                | X forza e X amore                                         | 6                             |
| 1995 | Meravigliosa creatura                                                                    | Dispetto                                                  | 4                             |
| 1996 | Bomboloni/Ottava vita                                                                    | Bomboloni                                                 |                               |
| 1998 | Centomila/Io ci sarò                                                                     | Cuore                                                     |                               |
| 1998 | Un giorno disumano                                                                       | Cuore                                                     |                               |
| 2002 | Aria                                                                                     | Aria                                                      | 19                            |
| 2002 | Uomini a metà                                                                            | Aria                                                      | 28                            |
| 2006 | Sei nell'anima                                                                           | Grazie                                                    | 2                             |
| 2006 | Io                                                                                       | Grazie                                                    | 5                             |
| 2006 | Grazie                                                                                   | Grazie                                                    | -                             |
| 2007 | Meravigliosa creatura                                                                    | Perle                                                     | 1                             |
| 2007 | Mura mura                                                                                | Pia come la canto io                                      | -                             |
| 2007 | Suicidio d'amore                                                                         | GiannaBest                                                | 5                             |
| 2008 | Pazienza                                                                                 | GiannaBest                                                | -                             |
| 2008 | Mosca cieca                                                                              | GiannaBest                                                | -                             |
| 2009 | Attimo                                                                                   | Giannadream - Solo i sogni sono veri                      | 7                             |
| 2009 | Maledetto ciao                                                                           | Giannadream - Solo i sogni sono veri                      | -                             |
| 2009 | Sogno                                                                                    | Giannadream - Solo i sogni sono veri                      | -                             |
| 2009 | Salvami (con Giorgia)                                                                    | Giannadream - Solo i sogni sono veri Edizione Extradream  | 1                             |
| 2010 | Ogni tanto                                                                               | Io e te                                                   | 3                             |
| 2011 | Ti voglio tanto bene                                                                     | Io e te                                                   | 12                            |
| 2011 | Io e te                                                                                  | Io e te                                                   | 27                            |
| 2011 | Perfetto                                                                                 | Io e te                                                   | -                             |
| 2011 | Mai per amore                                                                            | Io e te (Deluxe edition)                                  | -                             |
| 2012 | I Wanna Die 4 U                                                                          | Io e te                                                   | -                             |
| 2012 | La fine del mondo                                                                        | Inno                                                      | -                             |
| 2013 | Nostrastoria                                                                             | Inno                                                      | -                             |
| 2013 | Indimenticabile                                                                          | Inno                                                      | -                             |
| 2013 | Scegli me                                                                                | Inno                                                      | -                             |
| 2013 | In the Rain                                                                              | Inno                                                      | -                             |
| 2013 | Inno                                                                                     | Inno                                                      | -                             |
| 2014 | Lontano dagli occhi                                                                      | Hitalia                                                   | -                             |
| 2015 | L'immensità                                                                              | Hitalia                                                   | -                             |
| 2015 | Dio è morto                                                                              | Hitalia                                                   | -                             |
| 2015 | Vita nuova                                                                               | Hitstory                                                  | -                             |
| 2015 | Tears                                                                                    | Hitstory                                                  | -                             |
| 2017 | Fenomenale                                                                               | Amore gigante                                             | -                             |
| 2017 | Cinema                                                                                   | Amore gigante                                             | -                             |
| 2018 | Amore gigante                                                                            | Amore gigante                                             | -                             |
| 2019 | La differenza                                                                            | La differenza                                             | -                             |
| 2020 | Motivo                                                                                   | La differenza                                             | -                             |
| 2020 | Assenza                                                                                  | La differenza                                             | -                             |
| 2020 | La donna cannone                                                                         |                                                           | -                             |
| 2020 | L'aria sta finendo                                                                       | La differenza                                             | -                             |
| 2021 | Diamante (feat. Francesco De Gregori)                                                    |                                                           | -                             |
| 2024 | Silenzio                                                                                 | Sei nel l'anima                                           | -                             |
| 2024 | Io voglio te                                                                             | Sei nel l'anima                                           | -                             |
| Anno | Altri singoli / Collaborazioni                                                           | Album                                                     |                               |
| Anno | Altri singoli / Collaborazioni                                                           | Album                                                     | Classifica Ufficiale Singoli  |
| 1990 | Un'estate italiana (Duetto con Edoardo Bennato)                                          | -                                                         | 1                             |
| 2007 | Elisir (Duetto con Paolo Conte e Avion Travel)                                           | Danson metropoli - Canzoni di Paolo Conte di Avion Travel |                               |
| 2008 | In Italia (Duetto con Fabri Fibra)                                                       | Bugiardo di Fabri Fibra                                   | 7                             |
| 2008 | Tu che sei parte di me (Duetto con Pacifico)                                             | Dentro ogni casa di Pacifico                              | 7                             |
| 2010 | Donna d'Onna (Con Laura Pausini, Giorgia, Elisa & Fiorella Mannoia)                      | -                                                         | 8                             |
| 2013 | Nuvole di fango (Duetto con Fedez)                                                       | Sig. Brainwash - L'arte di accontentare di Fedez          |                               |
| 2015 | La signora del quinto piano # 1522 (Con Carmen Consoli, Elisa, Emma, Irene Grandi, Nada) | L'abitudine di tornare di Carmen Consoli                  | 64                            |
| 2015 | Voglio te (autrice Laura Bono)                                                           | Segreto di Laura Bono                                     |                               |
| 2018 | Complici (con Enrico Nigiotti)                                                           |                                                           |                               |
| 2022 | Benedetto l'Inferno (Con CanovA, Rosa Chemical)                                          |                                                           |                               |
|      | Totale Singoli al Numero # 1°                                                            | 5                                                         |                               |

- Fino all'anno 1998 si fa riferimento alla classifica Hit Parade Italia, la sola specializzata dell'epoca; dal 2002 alla classifica pubblicata dalla FIMI, la federazione nata nel 1995 che dal 2002 stila quella che è riconosciuta come la classifica ufficiale italiana. iTunz (album)

## Videografia

### Video musicali
| Anno | Titolo                                                              | Regista/i                      |
| ---- | ------------------------------------------------------------------- | ------------------------------ |
| 1979 | America                                                             |                                |
| 1980 | Goodbye My Heart                                                    |                                |
| 1980 | Lei                                                                 |                                |
| 1982 | Latin Lover                                                         |                                |
| 1984 | Fotoromanza                                                         | Michelangelo Antonioni         |
| 1986 | Bello e impossibile                                                 |                                |
| 1986 | Profumo                                                             |                                |
| 1987 | I maschi                                                            |                                |
| 1988 | Hey bionda                                                          |                                |
| 1989 | Voglio fare l'amore                                                 |                                |
| 1989 | Un'estate italiana (con Edoardo Bennato)                            |                                |
| 1989 | Un ragazzo come te                                                  |                                |
| 1990 | Scandalo                                                            | Dieter Meier                   |
| 1990 | Due ragazze in me                                                   |                                |
| 1991 | Sorridi                                                             | Rudi Dolezal, Hannes Rossacher |
| 1993 | Io senza te                                                         | Giacomo De Simone              |
| 1993 | Tira tira                                                           |                                |
| 1995 | Meravigliosa creatura                                               | Nadia De Paoli                 |
| 1995 | Piangerò                                                            | Nadia De Paoli                 |
| 1996 | Bomboloni                                                           | Stefano Salvati                |
| 1998 | Centomila                                                           | Alex Majoli                    |
| 1998 | Un giorno disumano                                                  | Philipp Stölzl                 |
| 2002 | Aria                                                                | Andrea Rocchi                  |
| 2002 | Uomini a metà                                                       | Luca Merli                     |
| 2004 | Amandoti                                                            |                                |
| 2004 | Una luce                                                            |                                |
| 2006 | Sei nell'anima                                                      | Kal Karman                     |
| 2006 | Io                                                                  | Kal Karman                     |
| 2006 | Grazie                                                              | Beniamino Catena               |
| 2007 | Suicidio d'amore                                                    | Kal Karman                     |
| 2008 | Pazienza                                                            | Anna Negri                     |
| 2008 | Mosca cieca                                                         | Tim Pope                       |
| 2009 | Attimo                                                              | Cosimo Alemà                   |
| 2009 | Maledetto ciao                                                      | Kal Karman, Ena Talakic        |
| 2009 | Sogno                                                               | Kal Karman, Ena Talakic        |
| 2009 | Salvami (feat. Giorgia)                                             | Gaetano Morbioli               |
| 2010 | Donna d'Onna (con Giorgia, Elisa, Fiorella Mannoia e Laura Pausini) | Gaetano Morbioli               |
| 2010 | Ogni tanto                                                          | Cosimo Alemà                   |
| 2011 | Ti voglio tanto bene                                                | Gaetano Morbioli               |
| 2012 | I Wanna Die 4 U                                                     | Kal Karman, Ena Talakic        |
| 2012 | La fine del mondo                                                   | Simone Varano                  |
| 2013 | Nostrastoria                                                        | Gaetano Morbioli               |
| 2013 | Indimenticabile                                                     | Cosimo Alemà                   |
| 2013 | Scegli me                                                           | Cosimo Alemà                   |
| 2013 | In the Rain                                                         | Kal Karman                     |
| 2013 | Inno                                                                | Giovanni Veronesi              |
| 2014 | Lontano dagli occhi                                                 | Gaetano Morbioli               |
| 2015 | L'immensità                                                         | Gaetano Morbioli               |
| 2015 | Dio è morto                                                         | Gaetano Morbioli               |
| 2015 | Vita nuova                                                          | Gaetano Morbioli               |
| 2015 | Tears                                                               | Gaetano Morbioli               |
| 2017 | Fenomenale                                                          | YouNuts!                       |
| 2017 | Cinema                                                              | YouNuts!                       |
| 2018 | Amore gigante                                                       | Gaetano Morbioli               |
| 2019 | La differenza                                                       | Charlotte Audrey               |
| 2020 | Motivo (feat. Coez)                                                 | YouNuts!                       |
| 2020 | Assenza                                                             | Charlotte Audrey               |
| 2020 | L'aria sta finendo                                                  | Luca Lumaca                    |
| 2021 | Diamante (feat. Francesco De Gregori)                               | Gaetano Morbioli               |
| 2024 | Silenzio                                                            | Gaetano Morbioli               |

#### Partecipazioni in videoclip di altri artisti
| Anno | Titolo                 | Artista                                     | Regista/i           |
| ---- | ---------------------- | ------------------------------------------- | ------------------- |
| 1985 | Volare                 | Musicaitalia per l'Etiopia                  |                     |
| 2008 | In Italia              | Fabri Fibra feat. Gianna Nannini            | Cosimo Alemà        |
| 2008 | Tu che sei parte di me | Pacifico feat. Gianna Nannini               |                     |
| 2009 | Domani                 | Artisti Uniti per l'Abruzzo                 | Ambrogio Lo Giudice |
| 2013 | Nuvole di fango        | Fedez feat. Gianna Nannini                  | Cosimo Alemà        |
| 2018 | Complici               | Enrico Nigiotti feat. Gianna Nannini        | Gaetano Morbioli    |
| 2022 | Benedetto l'inferno    | CanovA feat. Rosa Chemical e Gianna Nannini | Alex Avella         |